# Stabbing Westward
Stabbing Westward ist eine US-amerikanische Alternative-Rock-/Industrial-Rock-Band.

## Geschichte
Die Gruppe wurde 1985 in Chicago, Illinois gegründet und spielte zunächst Elektropop-orientierte Musik mit Einflüssen von The Cure und New Order. Später ließen sich Stabbing Westward durch Bands wie Skinny Puppy und Ministry inspirieren. Erste Studioaufnahmen wurden ab 1990 aufgenommen; es folgten vier offizielle Studioalben. Von ihnen stammt auch der Titelsong The Thing I Hate für das PlayStation-Spiel Duke Nukem: Time To Kill. Am 9. Februar 2002 wurde die Auflösung der Band bekannt gegeben. Anlässlich einiger Konzerte kam es in 2015/2016 zu einer Reunion der Band. 2022 erschien mit Chasing Ghosts das erste Stabbing Westward-Album seit 21 Jahren.

## Diskografie

### Studioalben
| Jahr | Titel Musiklabel                            | Höchstplatzierung, Gesamtwochen, AuszeichnungChartsChartplatzierungen (Jahr, Titel, Musiklabel, Platzierungen, Wochen, Auszeichnungen, Anmerkungen) | Anmerkungen                            |
| Jahr | Titel Musiklabel                            | US | Anmerkungen                            |
| ---- | ------------------------------------------- | --- | -------------------------------------- |
| 1994 | Ungod Columbia Records                      | — | Erstveröffentlichung: 15. Februar 1994 |
| 1996 | Wither Blister Burn & Peel Columbia Records | US67 Gold · (40 Wo.)US | Erstveröffentlichung: 23. Januar 1996  |
| 1998 | Darkest Days Columbia Records               | US52 Gold · (16 Wo.)US | Erstveröffentlichung: 7. April 1998    |
| 2001 | Stabbing Westward Koch Records              | US47 (5 Wo.)US | Erstveröffentlichung: 22. Mai 2001     |
| 2022 | Chasing Ghosts COP International            | — | Erstveröffentlichung: 18. März 2022    |

### Singles
- 1993: Violent Mood Swings
- 1994: Lies
- 1998: Save Yourself
- 2001: So Far Away
- 2002: Angel

### Kompilationen
- 2003: What Do I Have to Do?
- 2003: The Essential Stabbing Westward